# Leichtathletik-Weltmeisterschaften 2009/Teilnehmer (Chile)
| Gelbes Symbol für Goldmedaillen mit stilisierten Olympischen Ringen | Graues Symbol für Silbermedaillen mit stilisierten Olympischen Ringen | Braundes Symbol für Bronzemedaillen mit stilisierten Olympischen Ringen |
| ------------------------------------------------------------------- | --------------------------------------------------------------------- | ----------------------------------------------------------------------- |
| —                                                                   | —                                                                     | —                                                                       |

Der chilenische Leichtathletik-Verband stellte vier Athleten bei den Leichtathletik-Weltmeisterschaften 2009 in Berlin.

## Ergebnisse

### Männer

#### Laufdisziplinen
| Athlet      | Disziplin   | Vorlauf | Vorlauf | Halbfinale | Halbfinale | Finale    | Finale |
| Athlet      | Disziplin   | Zeit    | Platz   | Zeit       | Platz      | Zeit      | Platz  |
| ----------- | ----------- | ------- | ------- | ---------- | ---------- | --------- | ------ |
| Yerko Araya | 20 km Gehen |         |         |            |            | 1:24:49 h | 28     |

#### Sprung/Wurf
| Athlet         | Disziplin | Qualifikation | Qualifikation | Finale     | Finale |
| Athlet         | Disziplin | Weite/Höhe    | Platz         | Weite/Höhe | Platz  |
| -------------- | --------- | ------------- | ------------- | ---------- | ------ |
| Ignacio Guerra | Speerwurf | NMW           | NMW           | –          | –      |

### Frauen

#### Laufdisziplinen
| Athletin      | Disziplin | Vorlauf | Vorlauf | Halbfinale | Halbfinale | Finale | Finale |
| Athletin      | Disziplin | Zeit    | Platz   | Zeit       | Platz      | Zeit   | Platz  |
| ------------- | --------- | ------- | ------- | ---------- | ---------- | ------ | ------ |
| Clara Morales | Marathon  |         |         |            |            | DNS    | DNS    |

#### Sprung/Wurf
| Athletin     | Disziplin   | Qualifikation | Qualifikation | Finale             | Finale             |
| Athletin     | Disziplin   | Weite/Höhe    | Platz         | Weite/Höhe         | Platz              |
| ------------ | ----------- | ------------- | ------------- | ------------------ | ------------------ |
| Natalia Duco | Kugelstoßen | 17,61 m       | 19            | nicht qualifiziert | nicht qualifiziert |